# Turret-Revolver
Der Turret-Revolver (turret = englisch für Revolverkopf)  war eine Handfeuerwaffe. 
Diese Percussionswaffen waren der Versuch, die Kammern der Revolvertrommel, anders als bei den üblichen Revolvern, um eine quer zur Schussrichtung angeordnete Trommelachse anzubringen. So wiesen die Kammern sternförmig nach allen Seiten, so auch direkt nach hinten auf den Schützen. Aufgrund dieser Konstruktion waren Waffen dieser Art nicht beliebt und es kam infolge von Reihenzündungen zu Unfällen. Zudem war die Konstruktion plump und unhandlich. Waffenhersteller sahen hier vor allem die Möglichkeit, die Patente von Samuel Colt zu umgehen. Hersteller waren 1837 John Webster Cochran und 1851 Porter. Colt verbreitete das Gerücht, Porter sei bei der Militärvorführung seiner Waffe durch eine Reihenzündung getötet worden, was inkorrekt war, aber die Gefährlichkeit der Konstruktion für den Schützen unterstrich. Außer den Revolvern wurden auch Revolvergewehre mit dem gleichen Aufbau hergestellt und sind heute sehr gesucht. Im Vergleich mit den Revolvern orthodoxer Konstruktion konnten sich Turret-Revolver aufgrund ihrer für den Schützen enorm gefährlichen Bauart nie durchsetzen.
Eine von der Konstruktion verwandte Waffe ist der Le Protector. 